# Qobādābād
Qobādābād (persiska: قباد آباد) är en ort i Iran.   Den ligger i provinsen Chahar Mahal och Bakhtiari, i den centrala delen av landet, 400 km söder om huvudstaden Teheran. Qobādābād ligger 2 433 meter över havet och antalet invånare är 265.
Terrängen runt Qobādābād är kuperad norrut, men söderut är den bergig. Runt Qobādābād är det ganska glesbefolkat, med 42 invånare per kvadratkilometer. Närmaste större samhälle är Bābā Ḩeydar, 19,6 km öster om Qobādābād. Trakten runt Qobādābād består i huvudsak av gräsmarker.